# Dobsonvillestadion
Het Dobsonvillestadion is een multifunctioneel stadion in Soweto, een stad in Zuid-Afrika. 
Het stadion wordt vooral gebruikt voor voetbalwedstrijden, de voetbalclub Moroka Swallows maakt gebruik van dit stadion. In het stadion is plaats voor 24.000 toeschouwers. Het stadion werd geopend in 1975. Het werd gerenoveerd in 2009. Het stadion werd in 2011 gebruikt voor het Afrikaans kampioenschap voetbal onder 20.